# Аджан (Тегеран)
Аджан (перс. اجان‎) — село на севере Ирана, в остане Тегеран. Входит в состав шахрестана Демавенд. Является частью дехестана (сельского округа) Джемабруд бахша Меркези.

## География
Село находится в восточной части остана, в долине реки Рудханейе-Джемабруд, на расстоянии приблизительно 24 километров (по прямой) к юго-востоку от города Демавенд, административного центра шахрестана. Абсолютная высота — 1484 метра над уровнем моря.

## Население
По данным переписи 2006 года население села составляло 24 человека (12 мужчин и 12 женщин). В Аджане насчитывалось 12 домохозяйств. Уровень грамотности населения составлял 50 %. Уровень грамотности среди мужчин составлял 58,3 %, среди женщин — 41,7 %.
В 2016 году постоянное население в селе отсутствовало.